# Geschützter Landschaftsbestandteil Ehemaliger Steinbruch Scheveberg

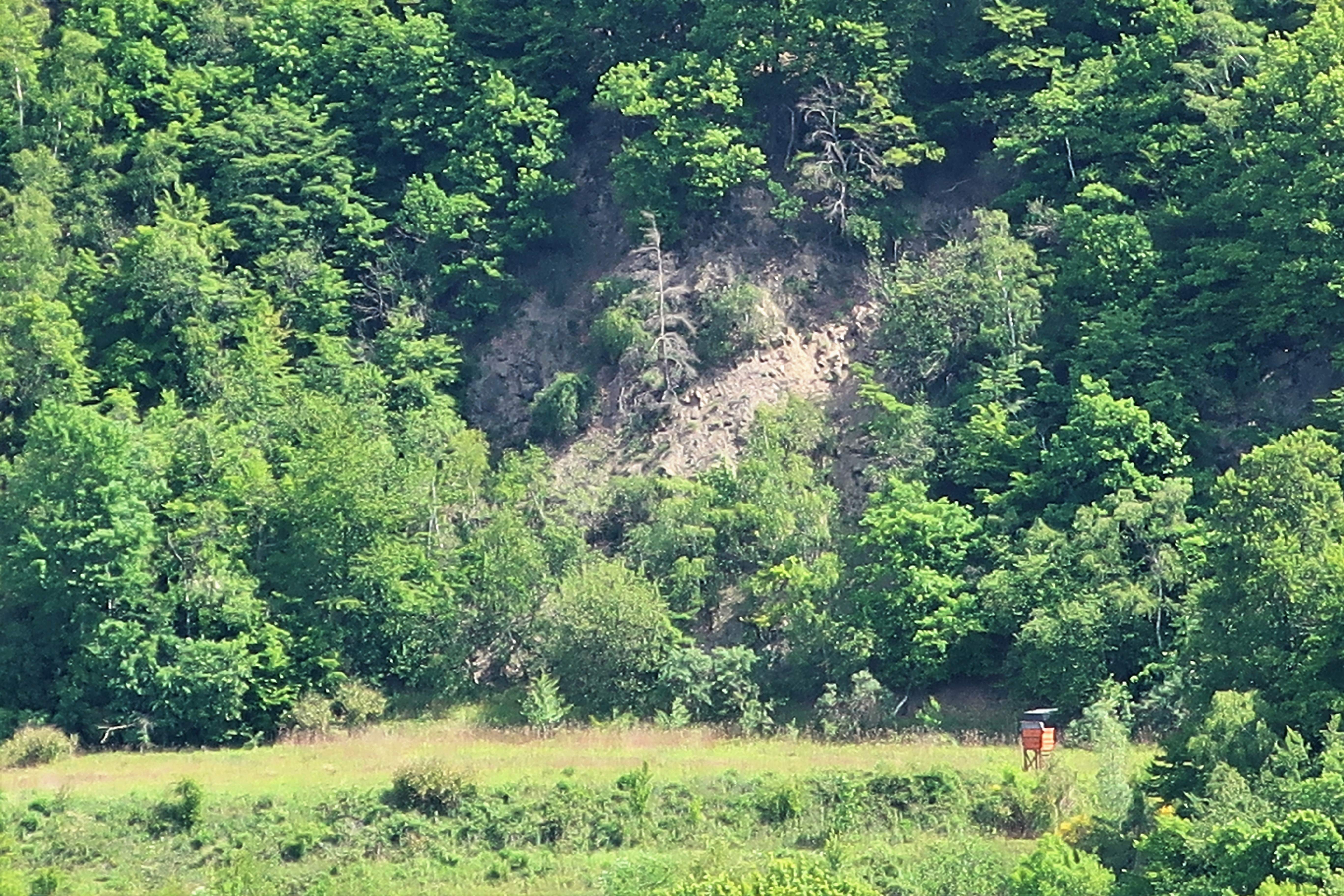
Geschützter Landschaftsbestandteil Ehemaliger Steinbruch Scheveberg

Der Geschützte Landschaftsbestandteil Ehemaliger Steinbruch Scheveberg mit einer Flächengröße von 3 ha liegt auf dem Gebiet der kreisfreien Stadt Hagen in Nordrhein-Westfalen. Der LB wurde 1994 mit dem Landschaftsplan der Stadt Hagen vom Stadtrat von Hagen ausgewiesen.

## Beschreibung
Beschreibung im Landschaftsplan: „Es handelt sich um den ehemaligen Steinbruch Scheveberg in den Unteren Honseler Schichten, zwischen Delsterner Straße und A 45 westlich von Kattenohl, der teilweise verfüllt ist. Das Gebiet umfaßt die Steilwand und den östlich und südlich anschließenden Waldbestand mit einem Quellbereich.“

## Schutzzweck
Laut Landschaftsplan erfolgte die Ausweisung „zur Sicherung der Leistungsfähigkeit des Naturhaushalts durch Erhalt eines Lebensraumes für wärmeliebende Tier- und Pflanzenarten sowie für die Lebensgemeinschaften der Bachläufe mit Quellbereichen und Sumpfzonen und der charakteristischen Flora und Fauna bodenständiger Waldgesellschaften und zur Gliederung und Belebung des Landschaftsbildes durch Erhalt geowissenschaftlich bemerkenswerter Objekte und naturnaher Landschaftselemente.“